# Mikroregion Dolní Poolšaví, svazek obcí
Mikroregion Dolní Poolšaví, svazek obcí je svazek obcí v okresu Uherské Hradiště, jeho sídlem jsou Kunovice a jeho cílem je spolupráce v oblasti cestovního ruchu, zkvalitňování životního prostředí, podpora podnikání a rozvoj kultury. Sdružuje celkem 7 obcí a byl založen v roce 2005.

## Obce sdružené v mikroregionu
- Kunovice
- Uherské Hradiště
- Popovice
- Hradčovice
- Drslavice
- Veletiny
- Podolí